# Centro Argentino de Entrenamiento Conjunto para Operaciones de Paz
El Centro Argentino de Entrenamiento Conjunto para Operaciones de Paz (CAECOPAZ) «Doctor Carlos Saavedra Lamas» es una organización militar con asiento en Campo de Mayo, con dependencia orgánica del Comando de Operaciones Conjuntas y con dependencia funcional de la Dirección General de Educación, Adiestramiento y Doctrina del Estado Mayor Conjunto de las Fuerzas Armadas.

## Historia
El Centro Argentino de Entrenamiento Conjunto para Operaciones de Paz fue creado el 27 de junio de 1995 con el objeto de entrenar a los militares seleccionados para integrar las fuerzas de paz de las Naciones Unidas.
En ese mismo año, el CAECOPAZ, junto a la Asociación Latinoamericana de Centros de Entrenamiento para Operaciones de Paz (ALCOPAZ), fue miembro fundador de la International Association of Peacekeeping Centres.

## Misión
El CAECOPAZ dicta cursos de staff officer, train the trainers, periodista en zonas hostiles, coordinación cívico-militar, inglés técnico, francés técnico, protección de civiles, perspectivas de género, negociación en operaciones de paz y operaciones de la Fuerza de Paz Binacional «Cruz del Sur».
El centro ha entrenado a tropas de otros países, tales como Bélgica, Bolivia, Brasil, Ecuador, Estados Unidos y Perú.

## Elementos e instalaciones
- Aula de Minas y Trampas Explosivas.
- Aula de Cartografía.
- Base ONU simulada.
- Biblioteca.[7]
- Compañía de Comunicaciones Conjunta.
- Mesa de Arena 00.
- Pista de Combate Urbano.
- Pista de Desminado.
- Pista de Manejo.
- Sala Histórica de Operaciones de Paz.
- SIMRA II (TONU).

Fuentes